# Dreams of Endless War
Dreams of Endless War è l'album d'esordio della band melodic death metal Norther.
La versione giapponese dell'album contiene la bonus track Youth Gone Wild,  cover degli Skid Row.

## Tracce
1. Darkest Time – 6:10
2. Last Breath – 5:01
3. Released – 4:08
4. Endless War – 6:49
5. Dream – 4:34
6. Victorious One – 5:44
7. Nothing Left – 4:22
8. The Last Night – 2:18
9. Final Countdown (cover degli Europe) – 4:22

## Formazione
- Petri Lindroos - voce, chitarra
- Kristian Ranta - chitarra, voce
- Jukka Koskinen - basso
- Tuomas Planman - tastiere
- Toni Hallio - batteria